# Институт педагогики СПбГУ
Институ́т педаго́гики СПбГУ — учебно-научное подразделение Санкт-Петербургского Государственного университета. Сотрудники Института педагогики исследуют проблемы и перспективы цифровых образовательных технологий и особенности взаимодействия участников современного образовательного процесса, готовят преподавателей, менеджеров образования и разработчиков образовательного контента, реализуют собственные разработки на высокотехнологичных площадках школьного и дополнительного образования.
Преподаватели Института педагогики реализуют образовательные программы магистратуры и аспирантуры, ежегодно проводят крупные научно-практические конференции и выступают на ключевых событиях профессионального образовательного сообщества. Основные направления научной и практической работы — современные образовательные технологии, альтернативное образование, педагогика успеха, персонализированное образование, поддержка одарённости, образовательная мотивация, популяризация чтения среди школьников.

## История
Институт педагогики СПбГУ создан в 2018 году на базе кафедры непрерывного филологического образования и образовательного менеджмента заведующей кафедры Еленой Ивановной Казаковой. Елена Ивановна инициировала создание нового подразделения университета, объясняя это тем, что изменения в сфере образования требуют новых исследований и специальных программ подготовки специалистов. Руководство Университета поддержало инициативу, и в сентябре 2018 года Институт педагогики начал работу со студентами магистратуры, аспирантуры и программ профессиональной переподготовки.
Кафедра непрерывного филологического образования была создана Батожок Натальей Игоревной в 1998 году.

## Учёный состав
- Казакова Елена Ивановна, доктор педагогических наук, профессор, член-корреспондент РАО, директор Института педагогики СПбГУ.
- Галактионова Татьяна Гелиевна, доктор педагогических наук, профессор.
- Илюшин Леонид Сергеевич, доктор педагогических наук, профессор.
- Пугач Вадим Евгеньевич, кандидат педагогических наук, доцент.
- Данилова Галина Владимировна, кандидат педагогических наук, доцент.
- Азбель Анастасия Анатольевна, кандидат психологических наук, доцент.
- Писаренко Ирина Алексеевна, кандидат педагогических наук, доцент.

## Деятельность
Основная задача Института педагогики — создавать условия для качественного преобразования современной образовательной среды на уровне обучения в школах и дополнительного образования для школьников. Для этого сотрудники Института исследуют собственно среду — проводят исследования, формулируют рекомендации, разрабатывают методические и технологические решения и знакомят с ними учителей и руководителей образовательных учреждений. Также сотрудники Института педагогики осуществляют научное руководство в некоторых учреждениях и организациях, например, АНПО «Школьная лига», «Персонализированная модель образования».
Данные исследований и методические разработки Института педагогики активно используются в современном образовании. Идеи педагогики успеха распространяются благодаря работам Елены Ивановны Казаковой; Леонид Сергеевич Илюшин разработал дидактический конструктор задач, который помогает учителям решать педагогические задачи по работе с проектами и оценкой достижений учащихся; Татьяна Гелиевна Галактионова — ведущий специалист по продвижению чтения и читательской культуры в российском образовательном сообществе, соавтор методических пособий «Учимся успешному чтению» и «Учим успешному чтению». Коллектив Института педагогики входит в число авторов учебного пособия «Русский язык» под общей редакцией Л. А. Вербицкой и Школьного энциклопедического словаря «Русский язык».

### Исследования
Ученые Института педагогики исследуют проблемы, перспективы и способы реализации:
- поддержки и развития детской одаренности,
- проектной деятельности в обучении,
- преподавания и обучения в цифровом пространстве,
- поддержания и повышения уровня квалификации учителей и педагогов,
- образовательной мотивации школьников,
- эффективного взаимодействия участников образовательного процесса (ученик, учитель, родитель).

Результаты исследовательской и практической деятельности сотрудники Института ежегодно представляют на собственных научно-практических конференциях «Педагогика текста» и «Крона», Всероссийском образовательном форуме «Молодые молодым» и других партнерских конференциях.

### Образование
Основная цель образовательной деятельности преподавателей Института педагогики — подготовка учителей нового поколения, которые готовы исследовать современные образовательные процессы, работать, используя цифровые технологии, и проявлять гибкость в личном образовании. Институт педагогики реализует четыре образовательные программы на базе Санкт-Петербургского государственного университета: программы магистратуры «Genius: педагог для талантливых школьников», «Педагог для школы высоких технологий», «Межкультурное образование» и программу аспирантуры «Педагогика (теория, методология, сравнительные исследования и прогнозирование)».

### Проекты и партнеры
Партнерское профессиональное сообщество Института педагогики — образовательные платформы и учреждения, которые разделяют ценность альтернативного подхода к обучению, используют потенциал цифровых технологий в образовании и стремятся к поддержке одаренных школьников независимо от предметной специализации. Проекты Института педагогики реализуются как в области естественнонаучного образования, так и гуманитарного, в небольших учреждениях — частных школах Санкт-Петербурга — и крупных образовательных центрах, онлайн и офлайн.
Преподаватели, студенты и выпускники Института педагогики работают в:
| Название проекта                                                     | Деятельность в программе                                                                      |
| -------------------------------------------------------------------- | --------------------------------------------------------------------------------------------- |
| АНПО «Школьная лига»                                                 | Каникулярная летняя школа «Наноград», программа «Школа на ладони», проект «Цифровой Наноград» |
| Образовательный центр «Сириус» (г. Сочи);                            | Направление «Литературное творчество»                                                         |
| Международный детский центр «Артек» (г. Ялта);                       | Профильные смены (гуманитарные науки, высокие технологии)                                     |
| ГБНОУ «Академия талантов Санкт-Петербурга»;                          | Профильные смены (гуманитарные науки, высокие технологии)                                     |
| Региональный центр выявления и поддержки одаренных детей «Интеллект» | Профильные смены (гуманитарные науки)                                                         |
| Академическая гимназия СПбГУ им. Д. К. Фаддеева;                     | Образовательный менеджмент, дополнительное образование                                        |
| Академическая гимназия № 56;                                         | Образовательный менеджмент, дополнительное образование                                        |
| Проектах фонда «Вклад в будущее» Сбербанка.                          | Программа персонализированной модели образования, создание цифровой платформы                 |

## Научные публикации
1. Азбель А. А., Илюшин Л. С., Морозова П. А. (2021) Обратная связь в обучении глазами российских подростков // Вопросы образования / Educational Studies Moscow.

№ 1. С. 195–212. https://doi.org/10.17323/1814-9545-2021-1-195-212
1. Казакова Е. И. Тексты новой природы: проблемы междисциплинарного исследования // Психологическая наука и образование. 2016. Т. 21. № 4. C. 102—109[3]
2. Казакова, Е. И. (2019). Университет как субъект обновления содержания образования. В В. Садовничий (Ред.), Три миссии университета: образование, наука, общество (стр. 144—155). («Евразийские университеты XXI века»). москва: МАКС Пресс.
3. Пугач, В. Е., Казакова, Е. И., & Галактионова, Т. Г. (2018). Дидактические принципы создания современного учебника. ПЕДАГОГИКА, (№ 5 за 2018), 23-36.
4. Казакова, Е. И. (2013). Развивающий потенциал школы: опыты нелинейного проектирования. НОВОЕ В ПСИХОЛОГО-ПЕДАГОГИЧЕСКИХ ИССЛЕДОВАНИЯХ, (2), 37-50.
5. Илюшин, Л. С. (2013). Использование «Конструктора задач» в разработке современного урока. ШКОЛЬНЫЕ ТЕХНОЛОГИИ, (1), 123—132.
6. Илюшин, Л. С. (2012). Актуальные аспекты методологии оценки качества в системе непрерывного педагогического образования. НОВОЕ В ПСИХОЛОГО-ПЕДАГОГИЧЕСКИХ ИССЛЕДОВАНИЯХ, (3), 121—132.
7. Галактионова, Т. Г., Пугач, В. Е., Казакова, Е. И., Илюшин, Л. С., Азбель, А. А., & Гринева, М. И. (2017). ЧТЕНИЕ + Подготовка педагогов к реализации междисциплинарной программы "Основы смыслового чтения и работы с текстом: учебно-методическое пособие: Автор.сост. и науч. ред. Т. Г. Галактионова. Коллектив авторов РАО, Центр Русского языка и славистики. Санкт-Петербург: ЛЕМА.
8. Галактионова, Т. Г. (2009). Подготовка педагога к решению проблем приобщения к чтению современных школьников. В Педагогическое образование в эпоху перемен Издательство РГПУ им. А. И. Герцена.
9. Данилова, Г. В. (2018). Роль дополнительного образования в формировании культурного опыта ребёнка. В Дополнительное образование детей в Санкт — Петербурге: к 100-летию системы дополнительного (внешкольного) образования детей в России (стр. 40-43). (РОСТ: Ребёнок. Общество. Семья. Творчество; № 50). Санкт-Петербург: Трактат.
10. Пугач, В. Е. (2019). Личность и культура в школе 21-го века: конфликт и взаимодействие. ПЕДАГОГИКА, 46-56.
11. Илюшин, Л. С., & Азбель, А. А. (2018). Child-centered school markers and resources for the positive environment. В R. Stokoe (Ред.), Global Perspectives in Positive Education Woodbridge: John Catt Educational Ltd.
12. Ilyushin, L. S., & Azbel, A. A. (2017). The modern Russian teacher: Studying awareness with the use of the semi-structured interview. Psychology in Russia: State of the Art, 10(1), 49-66. https://doi.org/10.11621/pir.2017.0104
13. Писаренко, И. А. (2017). Изучение образовательных запросов семьи при проектировании индивидуального образовательного маршрута ребёнка. В Педагогические подходы к проектированию индивидуального образовательного маршрута одарённого ребёнка. : Методические рекомендации для образовательных учреждений. СПб: Академия постдипломного педагогического образования.